# Monemvasia

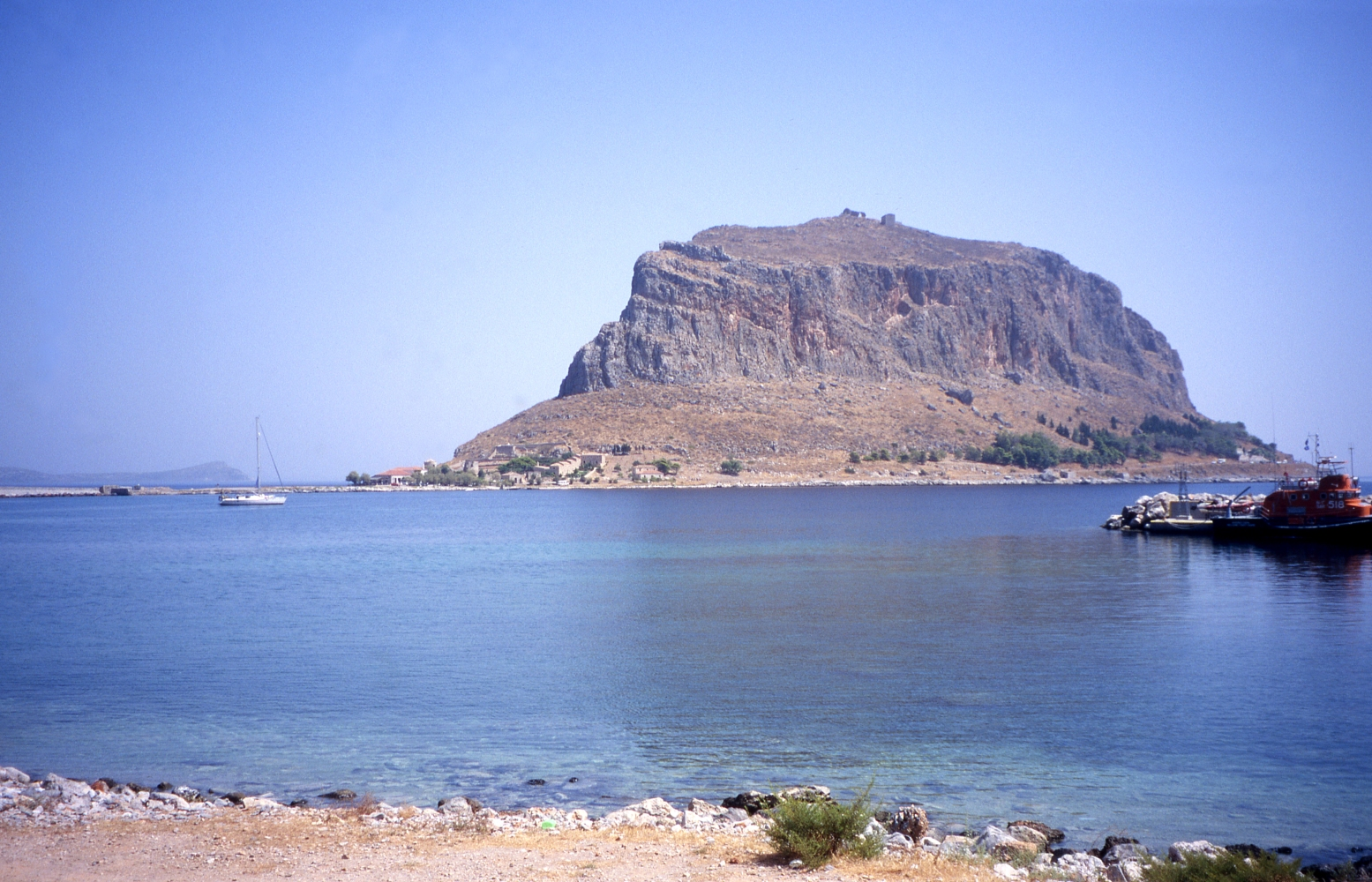
A ilha, chamada "Rocha de Monemvasia", vista do continente

Monemvasia (em grego: Μονεμβασία) é uma vila, município e unidade municipal do costa sul da Grécia continental. Faz parte da unidade regional da Lacónia e da região do Peloponeso. A unidade municipal, cuja sede é a cidade de Molaoi, situada noutro município, tem 947 km² e em 2001 tinha 23 853 habitantes (densidade: 25,2 hab./km²). No mesmo ano, o município de Monemvasia tinha 4 660 habitantes, dos quais 1 405 residiam na vila.

## Geografia
A vila situa-se à beira do mar Egeu, numa pequena ilha ao largo do sudeste do Peloponeso. A ilha está ligada ao continente por um dique com 200 metros de extensão, que a transforma numa península artificial. A maior parte da ilha consiste num planalto com altitude média de cerca de 100 metros, cerca de um quilómetro de comprimento no sentido leste-oeste e uma largura máxima de 300 m. A encosta costeira norte é muito abruta, descendo quase a pique para o mar, enquanto que a encosta sul, onde se encontra a vila tem um declive menos acentuado. A ilha é dominada por uma imponente fortaleza medieval. Outros vestígios medievais são numerosas igrejas bizantinas e as muralhas da vila.
O nome da vila deriva das palavras gregas Mόνη (mone) e Eμβασία (emvasia), que significam "entrada" ou "embarcadouro único". O seu nome em italiano, Malvasia, deu nome à casta de uvas Malvasia, disseminada por todo o Mediterrâneo e comum em Portugal, onde é usada, por exemplo, na elaboração de vinho do Porto e da Madeira.
Monemvasia é também chamada de Gibraltar do Oriente e "O Rochedo", pela semelhança de um grande penedo situado na vila com o Rochedo de Gibraltar. A vila encontra-se numa encosta junto à extremidade sudeste da ilha, a sudeste do rochedo, ocupando uma parte deste, em frente à baía de Palaia Monemvasia.
Além da pequena vila situada situada no local da antiga cidade medieval, existe uma aglomeração urbana, mais moderna, situada no continente, em frente à ilha: o bairro de Géfira, onde se situa o porto e a maior parte das infraestruturas turísticas. A parte antiga é chamada Castro ("castelo"), e ela própria também está dividida em duas partes: a "vila alta", no cimo do rochedo, atualmente abandonada, e a "vila baixa", situada abaixo. Muitas das suas ruas são muito estreitas e só acessíveis a pé. A noroeste do centro há ainda um pequeno conjunto de dez casas.

## História
A localidade e fortaleza foram fundadas em 583 por gentes da Lacónia que procuravam fugiram da invasão da Grécia por Eslavos e Ávaros. A história dessa invasão e ocupação do Peloponeso foi narrada na Crónica de Monemvasia, escrita na Idade Média. No século VIII foi construído um hospital, um centro de luta contra a propagação da peste, que promovia os princípios hipocráticos de higiene.
A partir do século X, a cidade tornou-se um centro marítimo e mercantil importante. A fortaleza resistiu a tentativas de invasão de Árabes e Normandos em 1147. Nessa época, os campos de trigo cultivados dentro da fortaleza davam para alimentar 30 homens. Em 1204, durante invasão do Império Bizantino pelos Cruzados, Monemvasia foi assediada sem sucesso pelos Venezianos. Apesar da maior parte do Peloponeso ter caído nas mãos dos "Latinos", a cidade permanece bizantina. Guilherme II de Villehardouin, príncipe de Acaia, conquistou-a em 1248, após três anos de cerco. Em 1259, Guilherme foi capturado pelos Bizantinos depois da Batalha de Pelagónia e em 1262 Monemvasia foi devolvida a Miguel VIII Paleólogo como parte do resgate de Guilherme.
O governador imperial e comandante militar bizantino Miguel Cantacuzeno reagrupa de novo os habitantes de Monemvasia, a qual passa a sua capital e uma base de apoio para a reconquista do Peloponeso aos barões francos e para a constituição do despotado grego da Moreia. Além de ser o principal porto de exportação do vinho Malvasia, a cidade é então um porto de abrigo para a marinha genovesa (aliada dos Bizantinos, ao passo que os Venezianos eram aliados dos Francos) e para os corsários de Creta, que atacam os navios latinos. Monemvasia, a quem os imperadores concederam valiosos privilégios, torna-se reduto dos corsários mais perigosos do Levante. Isso leva o almirante catalão Rogério de Lauria a saqueá-la em 1292. Em contrapartida, em 1302, a cidade deu as boas vindas aos mercenários da Companhia Catalã que se dirigiam para oriente.
Em 1333, é a vez dos piratas turcos de Umur Begue, emir de Aidim, pilharem a cidade; é a primeira vez que os Turcos aparecem na região. Em 1384, o arconte local Paulo Mamonas opõe-se ao déspota da Moreia, Teodoro I Paleólogo, que pretende entregar a região aos Venezianos. Dez anos mais tarde, em 1394, Mamonas paga tributo ao sultão otomano Bajazeto I e em 1397 é deposto por Teodoro. Mamonas apela então a Bajazeto, que envia tropas para lhe devolver o poder.
Em 1419, o rochedo parece ter caído nas mãos dos Venezianos, mas regressou rapidamente à posse do déspota. Cerca de 1401, o historiador Jorge Frantzes nasceu na cidade.[carece de fontes?] Depois da Queda de Constantinopla em 1453, Monemvasia resistiu aos ataques das
tropas de Maomé II, o Conquistador em 1458 e 1460, tornando-se o último domínio do déspota da Moreia Tomás Paleólogo, o pretendente ao trono imperial bizantino. Como não tinha forças para defender Monemvasia, ofereceu-a ao sultão mas acabou por vendê-la ao papa.

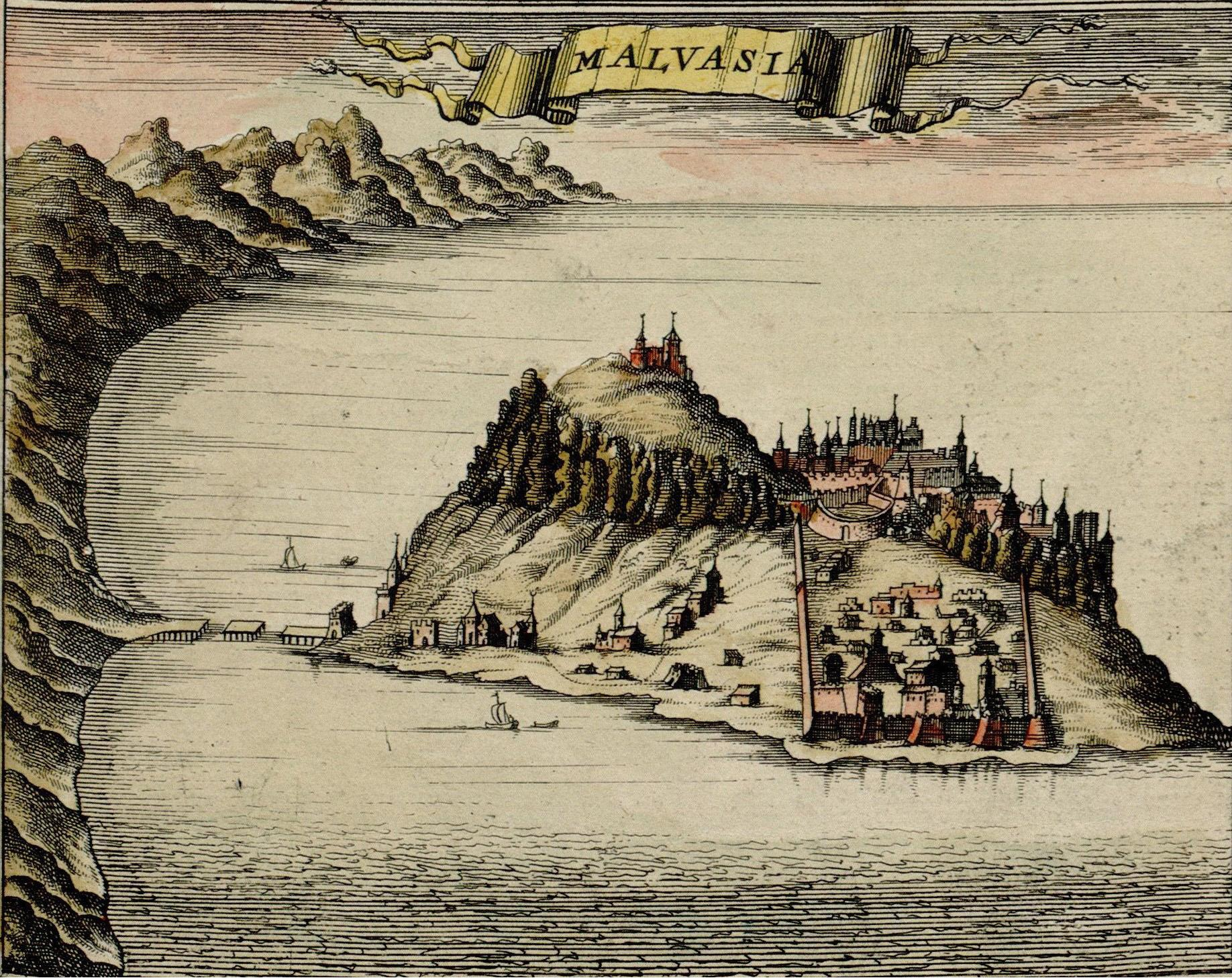
Gravura de F. de Witt publicada em Amesterdão em 1680, apresentada como uma possessão veneziana

Em 1464, os habitantes acharam que o representante do papa era fraco e que o papa era incapaz de os proteger, pelo que admitiram uma guarnição veneziana. A cidade foi relativamente próspera sob o domínio veneziano até à paz de 1502-1503, quando perdeu as terras agrícolas que eram a fonte de alimentos e do vinho Malvasia. Os mantimentos tinham que vir por mar ou de terras em mãos dos Turcos, e o cultivo da vinha definhou sob o domínio turco. O rochedo foi mantido pelos Venezianos até ao tratado de 1540, que custou à Sereníssima República Monemvasia e Náuplia, as suas duas última possessões no continente grego. Os habitantes que se recusaram a viver sob o domínio otomano receberam terras noutros lugares. Os Otomanos governaram a cidade até que esta foi novamente ocupado pelos Venezianos entre 1690 e 1715. O segundo período de domínio otomano prolongou-se entre 1715 e 1821.
Sob os Otomanos, a cidade era conhecida como Menekşe ("violeta" em turco) e era o centro dum sanjaco (distrito) da província de Mora (nome turco do Peloponeso). A importância comercial de Monemvasia manteve-se até à Revolta de Orlov (1770), durante a guerra russo-turca, durante a qual se assistiu a um severo declínio. A cidade foi libertada do jugo otomano a 23 de julho de 1821 por Tzannetakis Grigorakis e o seu exército privado, que a cercaram durante a Guerra de independência da Grécia.
A fortaleza não é habitada desde 1920. Durante a Primeira Guerra Mundial, foi bombardeada por navios alemães, austro-húngaros e turcos. Pela sua importância estratégica, ainda que modesta, Monemvasia foi ocupada por tropas italianas entre junho de 1941 e outubro de 1943. Aos italianos seguiram-se os alemães até outubro de 1944, quando a ilha foi ocupada pelos britânicos, que só a abandonariam em outubro de 1949. Depois de ter estado algo esquecida e isolada durante a década de 1950, nos últimos anos a assistiu-se ao crescimento do turismo. Os edifícios medievais foram restaurados e alguns deles convertidos em hotéis. Devido à maior parte das ruas não estarem adaptadas ao trânsito automóvel, a vila preserva a sua tranquilidade e um carácter muito original. Em 1971 foi construída a estrada que liga a ilha com o continente, quebrando um isolamento de séculos.